# Pim van Hoeve
Pim van Hoeve (Amsterdam, 9 november 1967) is een Nederlands regisseur en scenarioschrijver.

## Carrière

### Televisie
- Westenwind - Regie (10 episodes, 1999-2000)
- Keyzer & De Boer Advocaten - Regie (2005-2008)
- Bernhard, Schavuit van Oranje - Regie (2010)
- Beatrix, Oranje onder vuur - Regie (2012)
- Freddy, leven in de brouwerij - Regie (2013)
- Van Gogh, een huis voor Vincent - Regie (2013)
- Johan Cruijff: logisch is anders - Regie (2014)
- Petticoat - Regie (2016)

### Film
- Liever verliefd - Regie (2003)
- Snowfever - Regie (2004)
- Dummie de Mummie - Regie (2014)
- Dummie de Mummie en de Sfinx van Shakaba - Regie (2015)
- Dummie de Mummie en de tombe van Achnetoet - Regie (2017)
- De piraten van hiernaast - Regie (2020)
- De piraten van hiernaast: De ninja's van de overkant - Regie (2022)
- Buenas Chicas - Regie (2024)

## Trivia
- Van Hoeve vertolkte een cameo als wijninkoper in de door hem geregisseerde film Buenas Chicas in 2024.

- Gemeinsame Normdatei: 1173010769
- Virtual International Authority File: 7731154441757235460000